# 克羅埃西亞軍事
克羅地亞共和國武裝部隊是克罗地亚的军事力量。
克罗地亚总统为克罗地亚武装部队的統帥，在战时行使行政权力，给部队首领发号施令。而在和平时期军队的行政管理及国防政策的实施则由政府通过国防部来执行。
克罗地亚共和国武装部队由陆海空三個分支组成:
- 克羅地亞陸軍
- 克羅地亞海軍
- 克羅地亞空軍

## 概要
克罗地亚共和国武装部队的任务是保卫克罗地亚共和国，以及在北约、联合国或者欧盟授权时支持国际维和行动。

## 歷史
克羅地亞軍隊的前身是由8000人警察部隊組成的克羅地亞國民衛隊，並於克羅地亞獨立戰爭期間組建。1991年11月3日更名為克羅地亞陸軍。

### 克羅地亞戰爭初期
在戰爭的早期階段，克羅地亞缺乏正規軍，也意味着克羅地亞的警察軍將首當其衝。克羅地亞國衛隊（克羅地亞語：Zbor narodne garde）於1991年4月11日成立，並逐漸發展成為克羅地亞軍隊。而武器和裝備方面，許多部隊都是無武裝或配備過時的二戰時代步槍，並只有少數坦克，包括第二次世界大戰剩餘的坦克，如T-34。其空軍狀況更糟，只有少數安夫An-2雙翼飛機。
1991年8月，克羅地亞軍隊的旅少於20個。在10月份進行總動員之後，軍隊的規模在年底前增加到60個旅和37個獨立營。1991年和1992年除了得到了45600名外國戰鬥人員的支持之外，也劫持南斯拉夫人民軍的營房，有助於緩解克軍裝備短缺問題。

### 風暴作戰
克羅地亞軍準備突襲西斯拉弗尼亞和驅趕塞爾維亞人，接著於1995年8月4日發動「風暴作戰」，行動開始後僅僅三天就佔領塞爾維亞克拉伊納共和國全境及首都庫寧。

### 21世紀
隨後克羅地亞參與了北約行動及聯合國的維和行動。
2008年-2024年該國實行過志願役。

## 軍事力量
克罗地亚陆军有650辆装甲战斗车辆、大约150座大炮、100座多管火箭炮、大约70辆坦克及20支自行火炮。空军有12架米格-21戰鬥機、10架Mi-17直昇機和16架OH-58D。海军则有29艘舰艇，其中5艘60至80米长的快速攻击船只可用于进攻型任务中。

## 图集

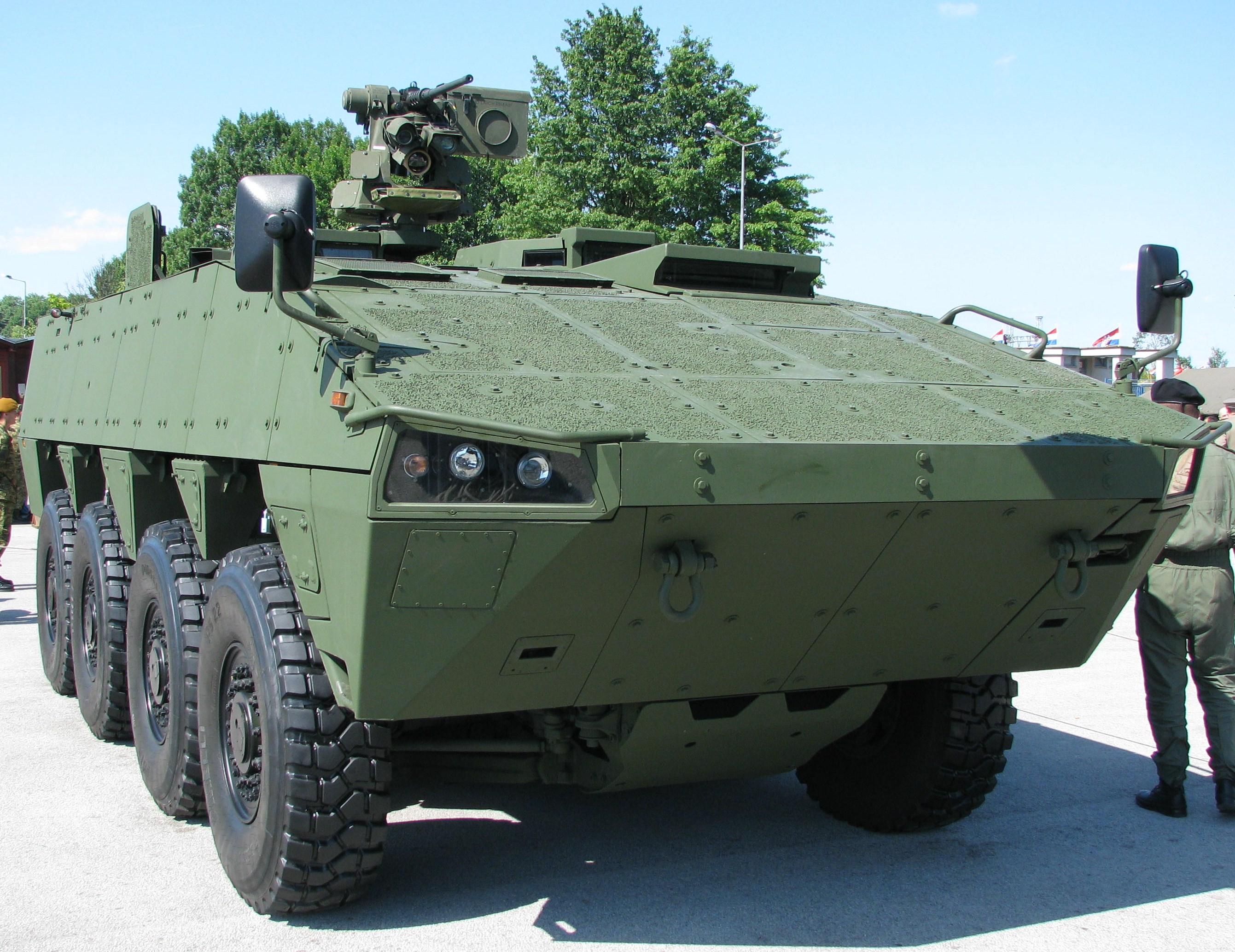
Patria AMV
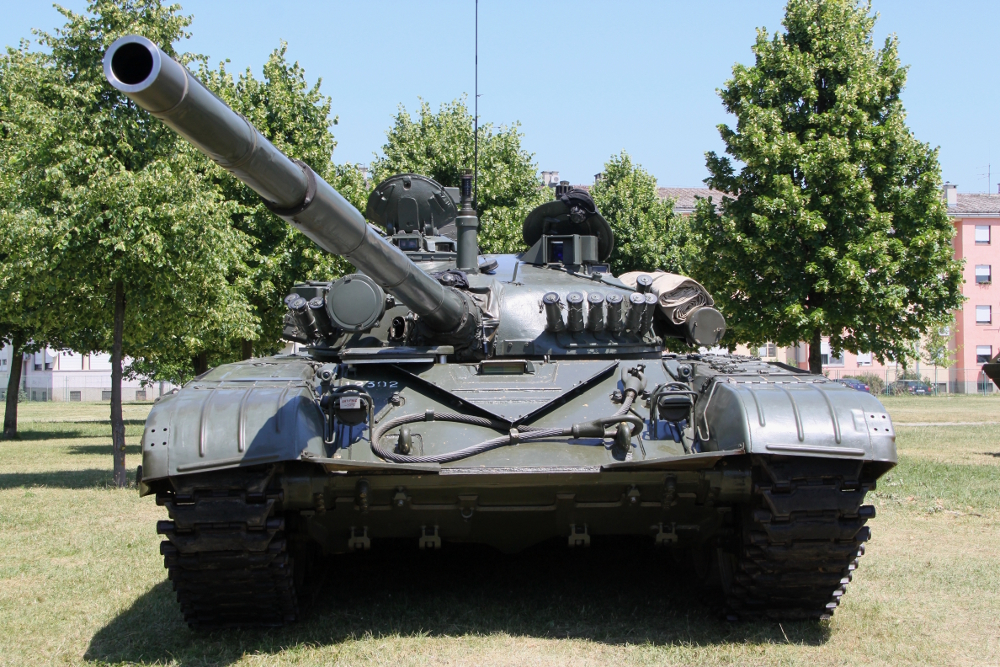
M-84A4 main battle tank
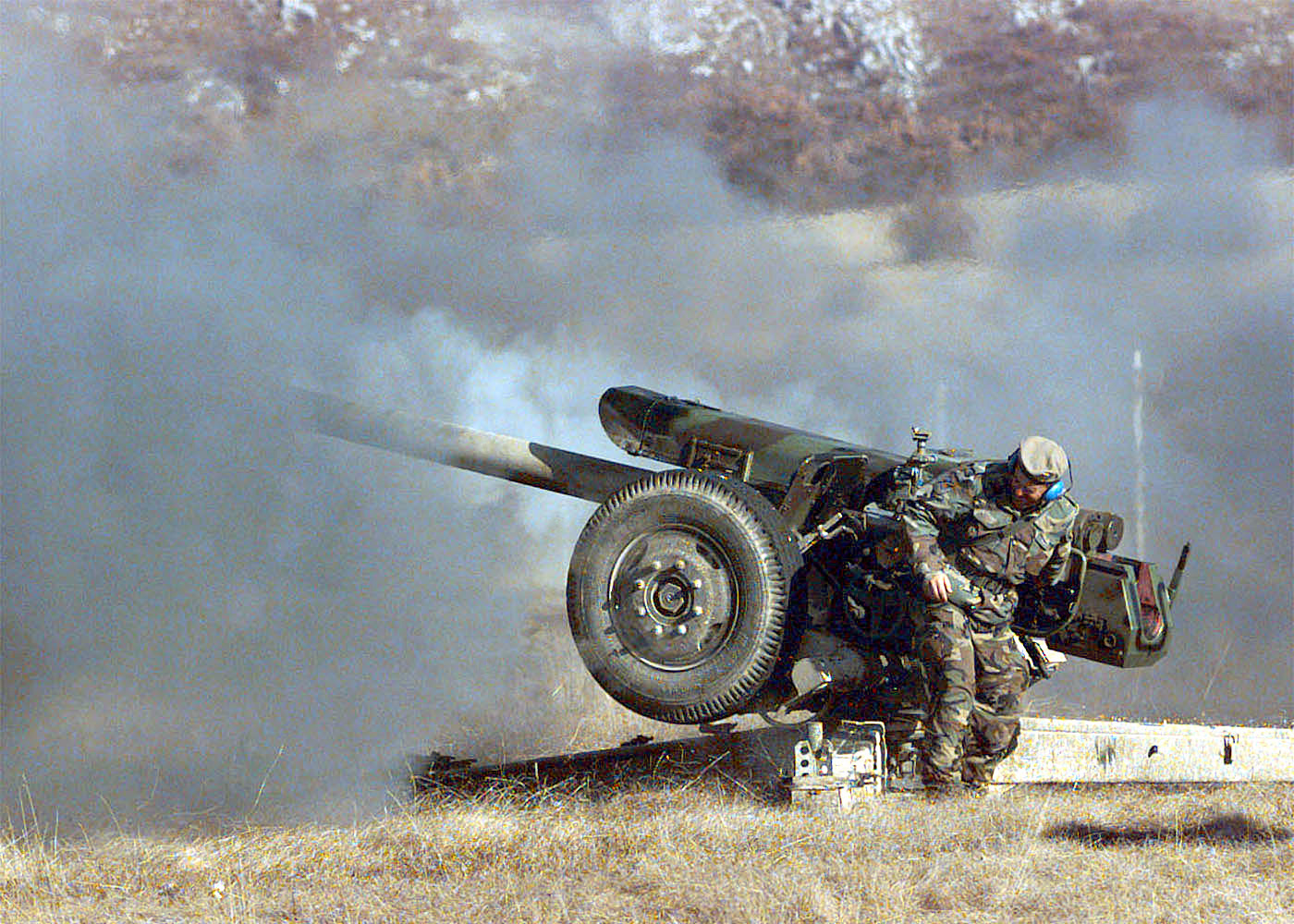
D-30 howitzer
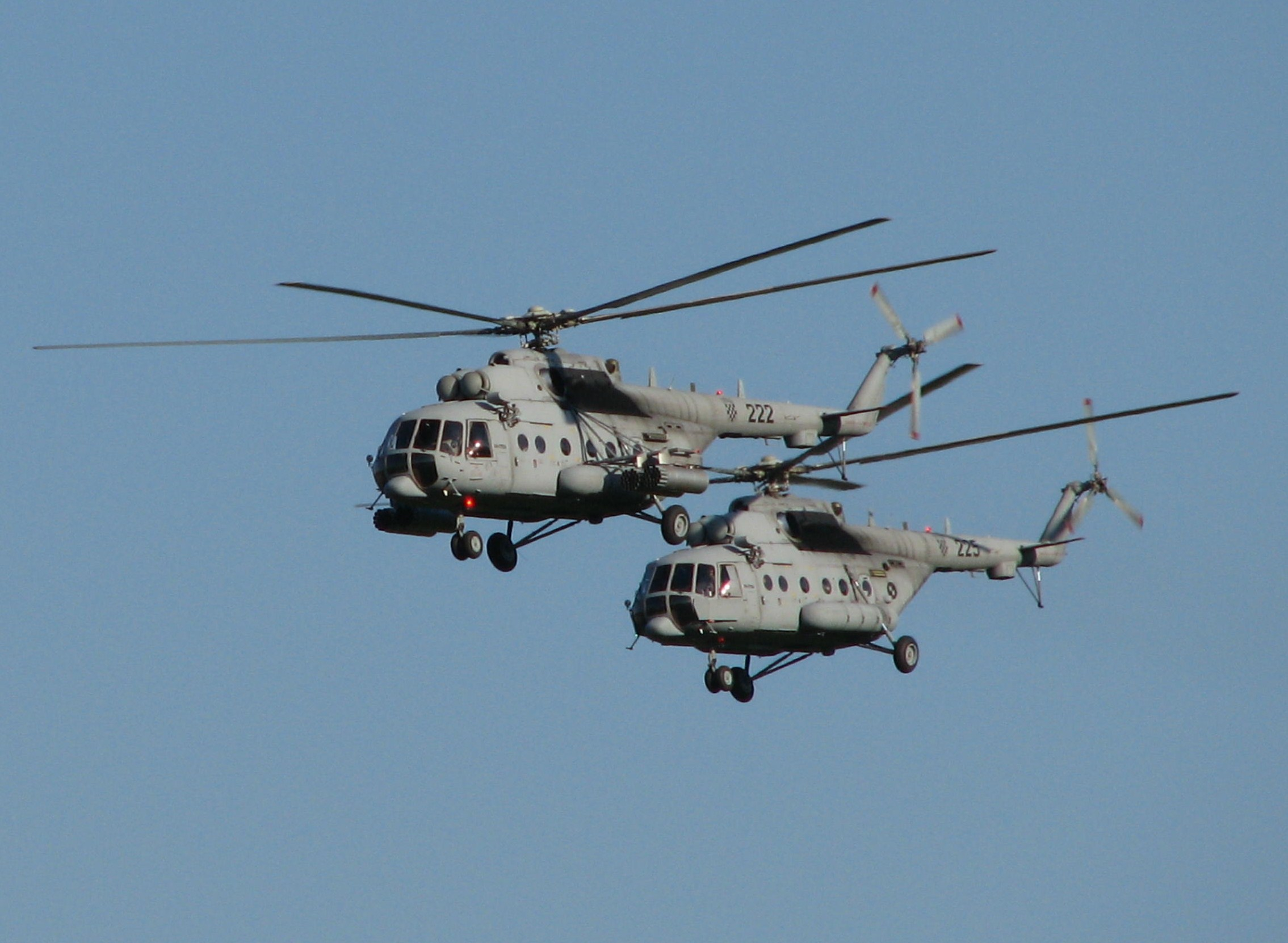
Mi-171Sh
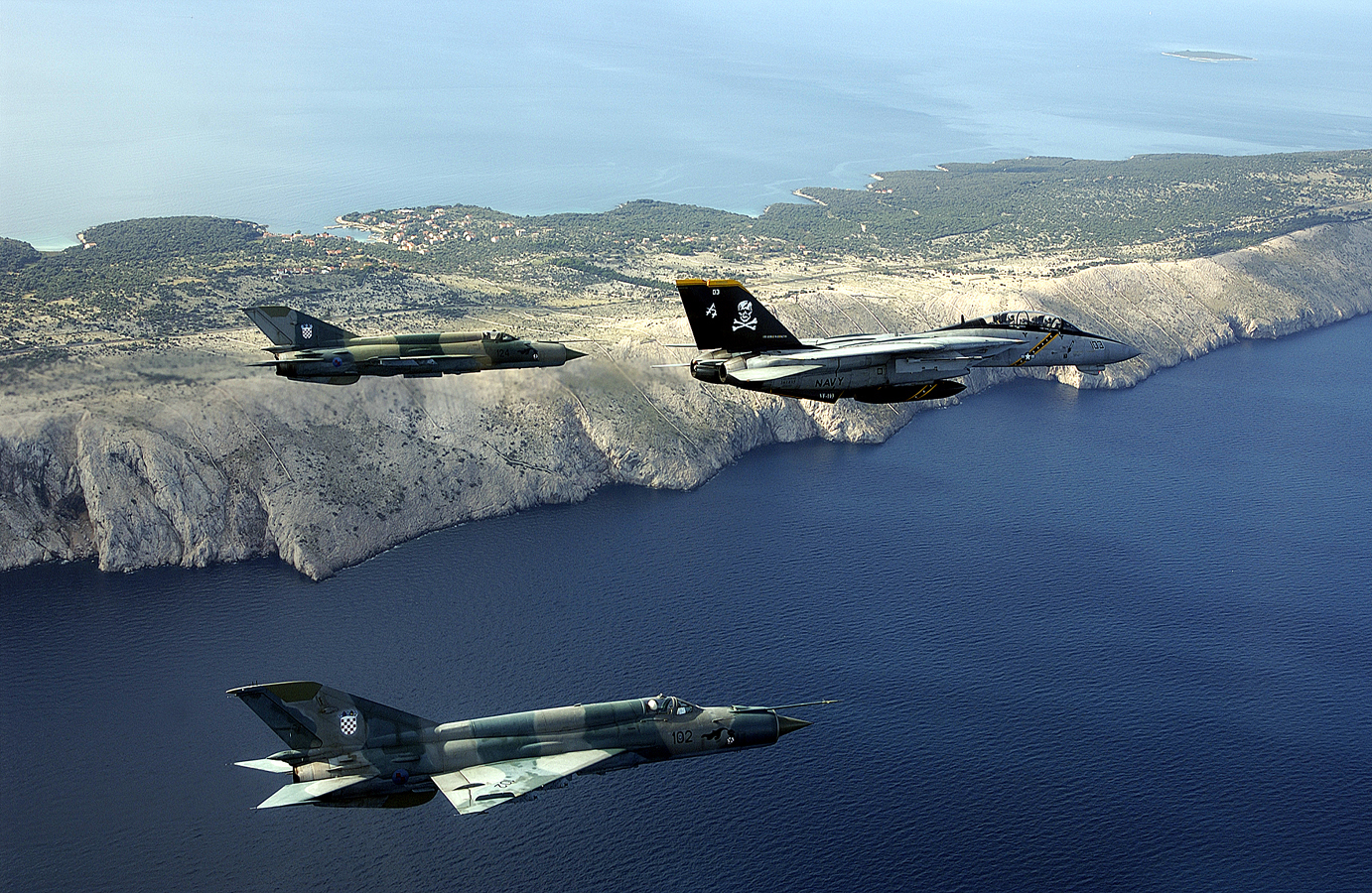
米格-21戰鬥機和美國海軍的F-14雄貓式戰鬥機編隊飛行
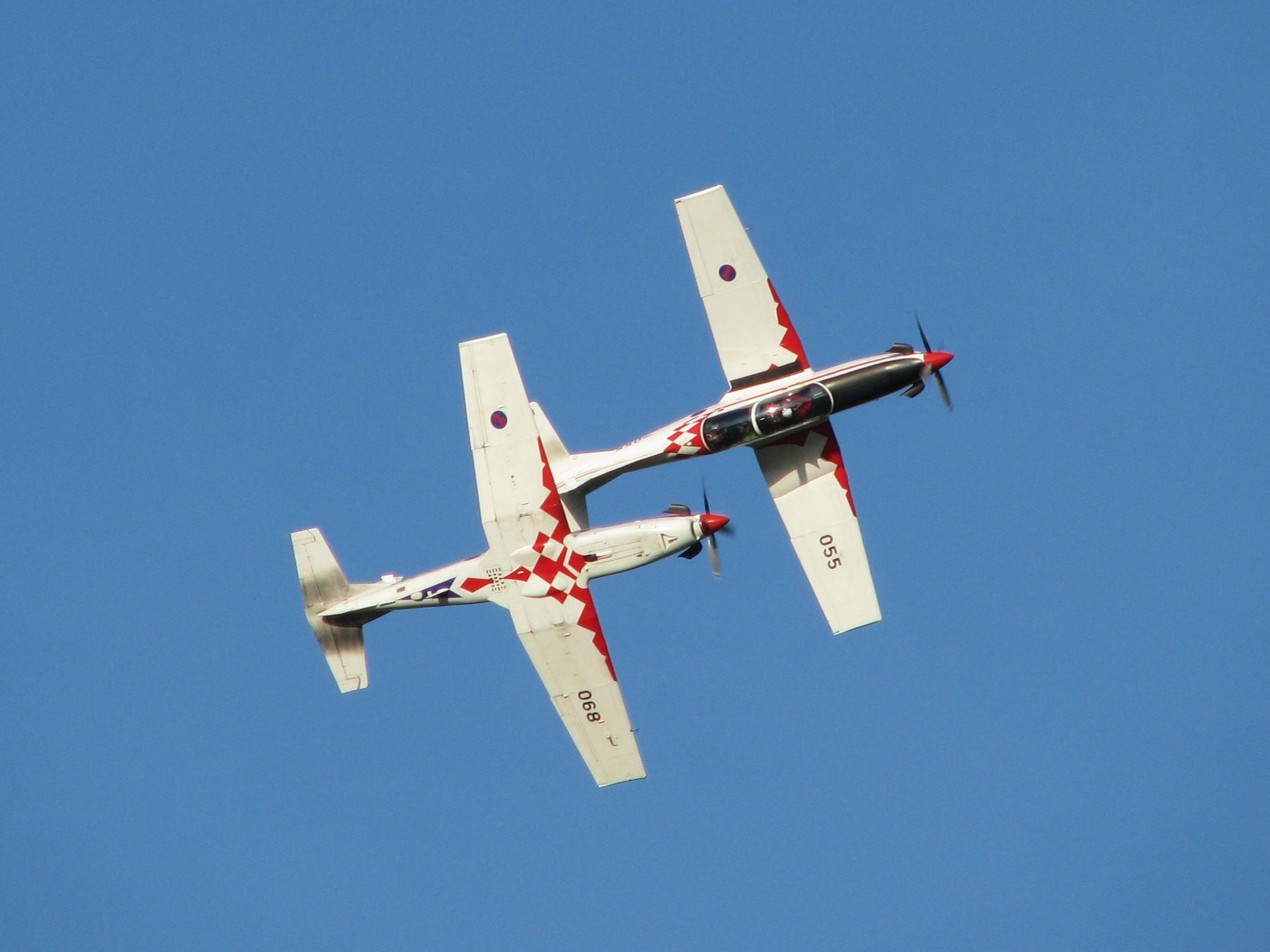
Wings of Storm aerobatic team
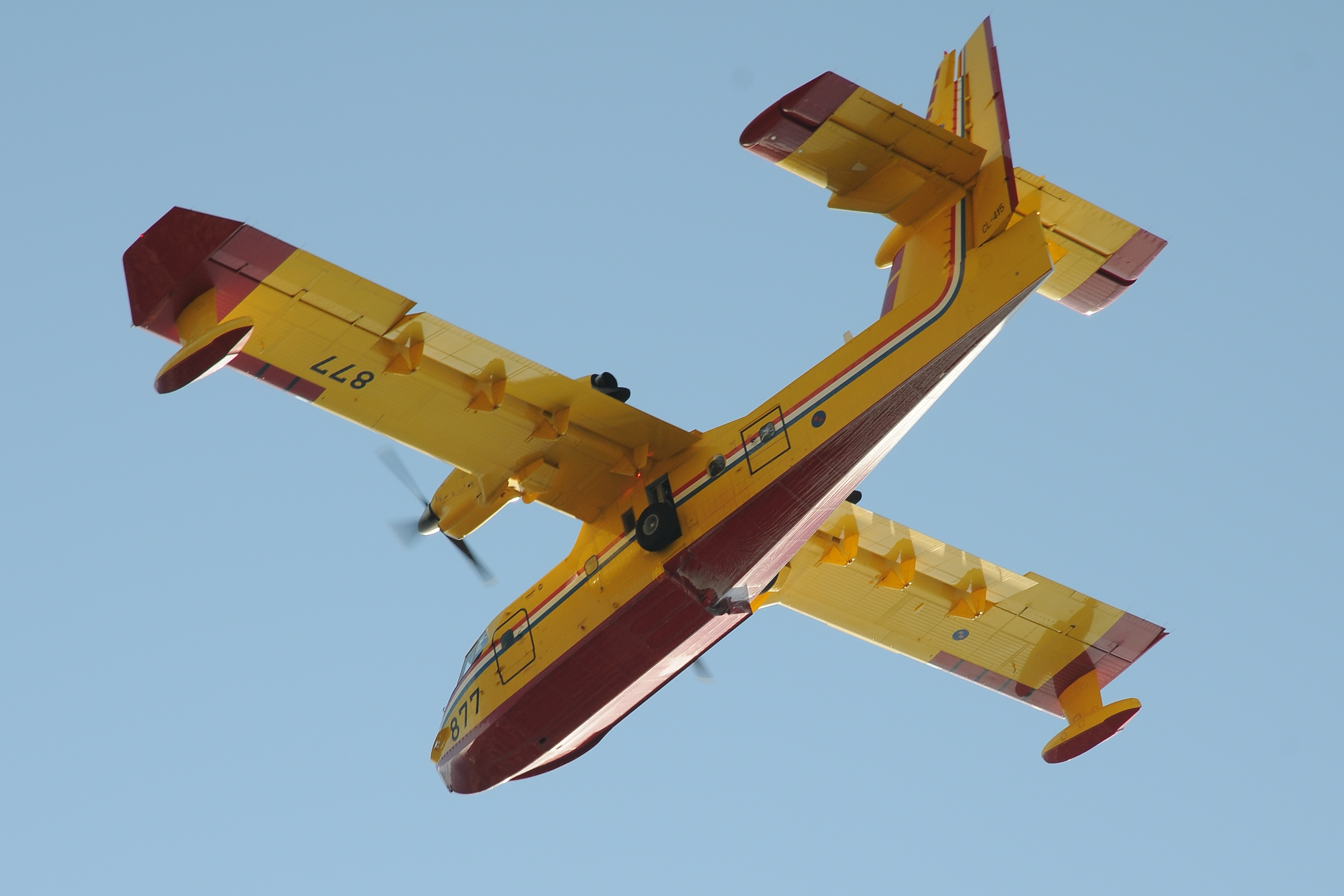
Bombardier 415
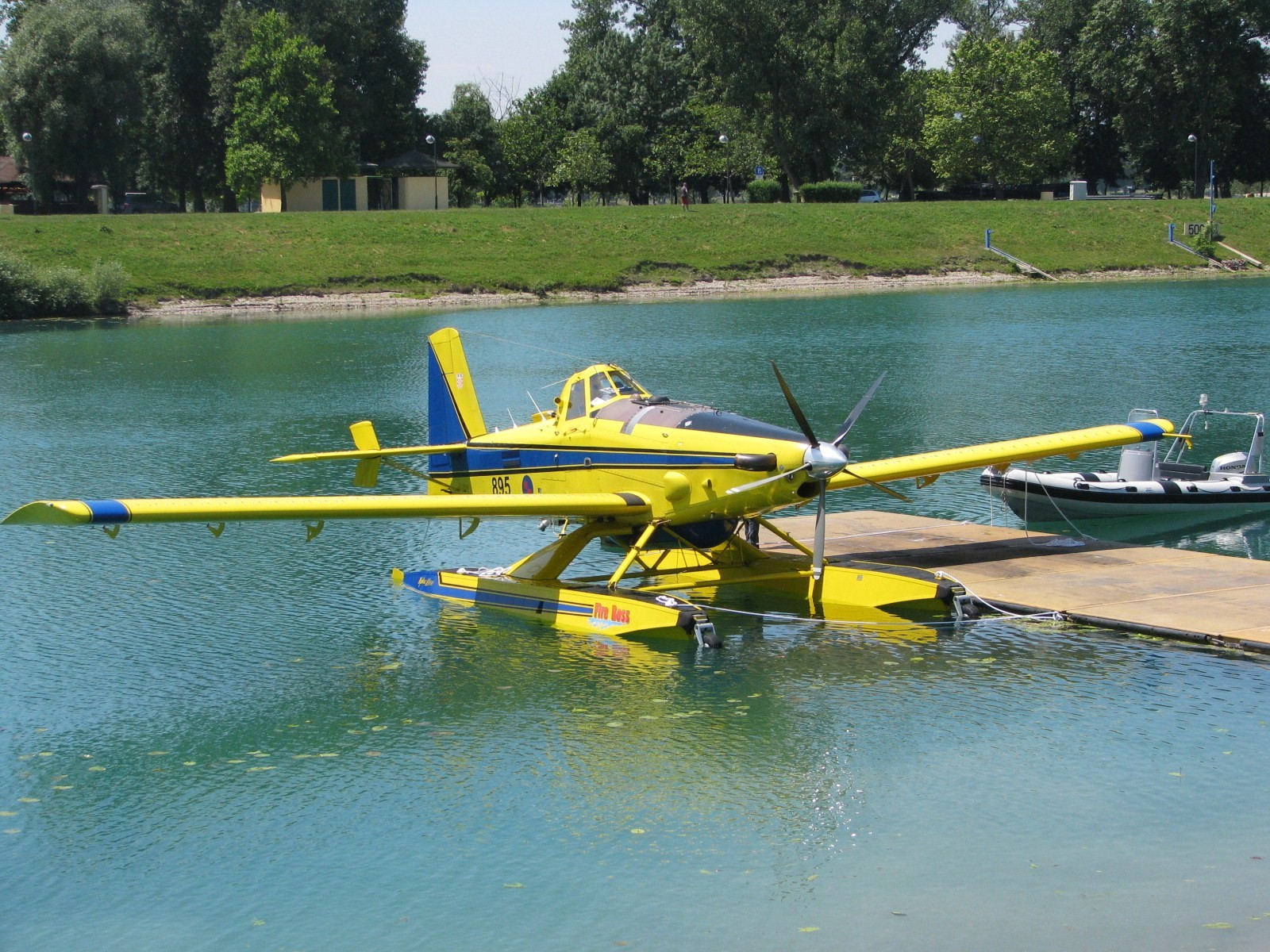
AirTractor AT-802A
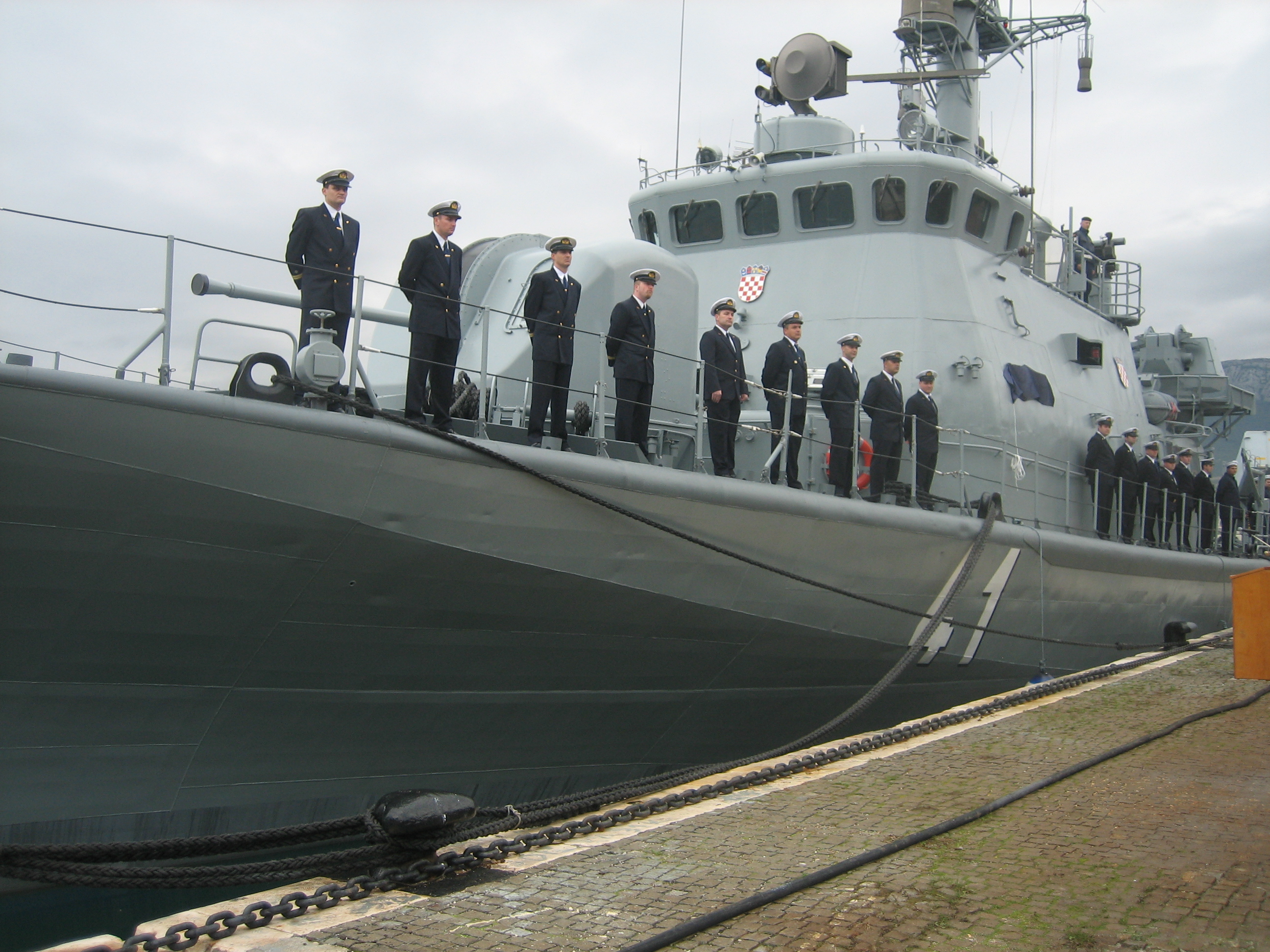
Helsinki class missile boat
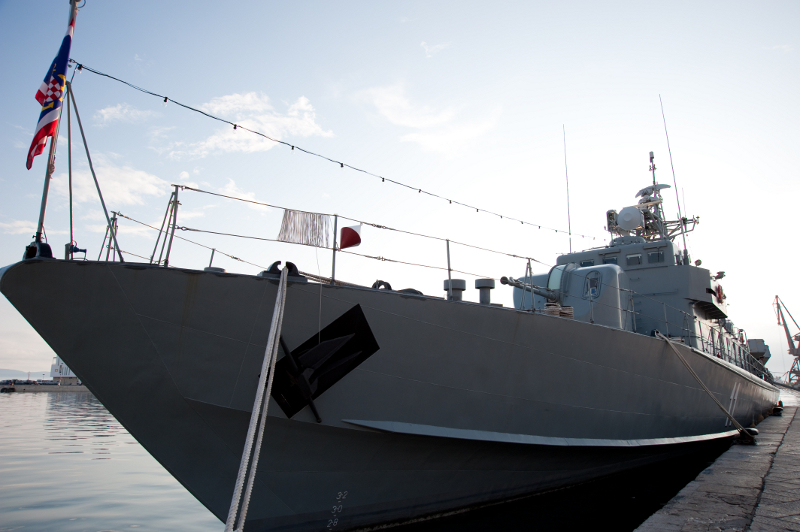
Kralj class missile boat
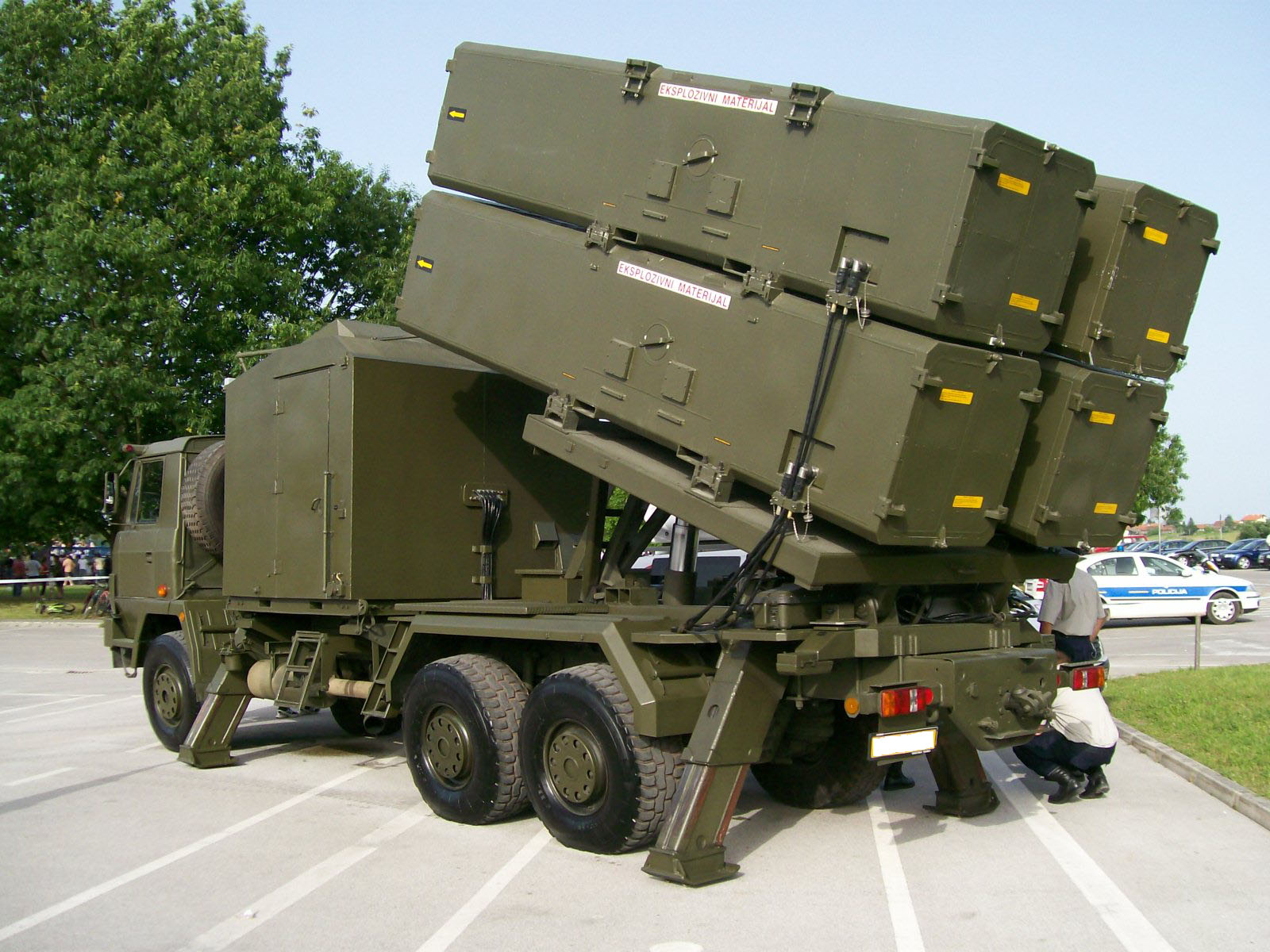
Mobile RBS-15 launcher

## 外部連結
- 克羅地亞軍隊官方網站 （页面存档备份，存于）